# رایل آرتلری بازار
رایل آرتلری بازار (به انگلیسی: Royal Artillery Bazaar) یک منطقهٔ مسکونی در پاکستان است که در پنجاب واقع شده‌است.